# Спілка кінокритиків України
Спілка кінокритиків України — українська неприбуткова громадська організація (ГО), створена у 2018 році з метою «консолідації українських кінокритиків для розробки позиції по питаннях, що становлять спільний інтерес, а також забезпечення діяльності українських кінокритиків на розвиток українського кіновиробництва та його покращення».
Спілка кінокритиків України є одним із організаторів (спільно з Асоціацією «Сприяння розвитку кінематографа в Україні — дивись українське!») Національної премії кінокритиків «Кіноколо», перша церемонія вручення якої відбулася 26 жовтня 2018 року.

## Історія та опис
Спілка кінокритиків України була заснована кінокритиками Дарією Бадьйор, Володимиром Войтенком та Олександром Гусєвим та зареєстрована Головним територіальним управлінням юстиції у Києві 18 жовтня 2018 року.
Організація діє на основі статуту, затвердженому рішенням Установчих зборів ГО «Спілка кінокритиків України» 11 жовтня 2018 року.

## Органи управління організації
Органами управління Спілки кінокритиків України визначено Загальні збори членів організації та Правління організації.

### Правління Спілки
- Оксана Волошенюк — Голова Правління
- Дарія Бадьйор — Перший член Правління
- Олександр Гусєв — член Правління